# Pompás szabalpálma
A pompás szabalpálma (Sabal pumos) a pálmafélék (Areacea) családjába tartozó faj.

## Elterjedése
Dél-Mexikóban a Balsas folyó menti száraz erdők endemikus faja. Az eredeti élőhelyének elvesztése fenyegeti.

## Leírása
A pompás szabalpálma egy nagy, impozáns fafaj sűrű lombkoronát alkotó levelekkel és viszonylag karcsú, 20 m magas törzzsel. A fiatalabb fákon jellemzően végig a törzsön még sokáig megmarad a letisztuláskor lehullott levelek levélnyeleinek egy rövid nyélrésze. Termése a szabalpálmák közül a legnagyobb és ehető, íze markáns.

## Fordítás
- Ez a szócikk részben vagy egészben a Sabal pumos című angol Wikipédia-szócikk fordításán alapul.  Az eredeti cikk szerkesztőit annak laptörténete sorolja fel. Ez a jelzés csupán a megfogalmazás eredetét és a szerzői jogokat jelzi, nem szolgál a cikkben szereplő információk forrásmegjelöléseként.